# Ystad Rockets

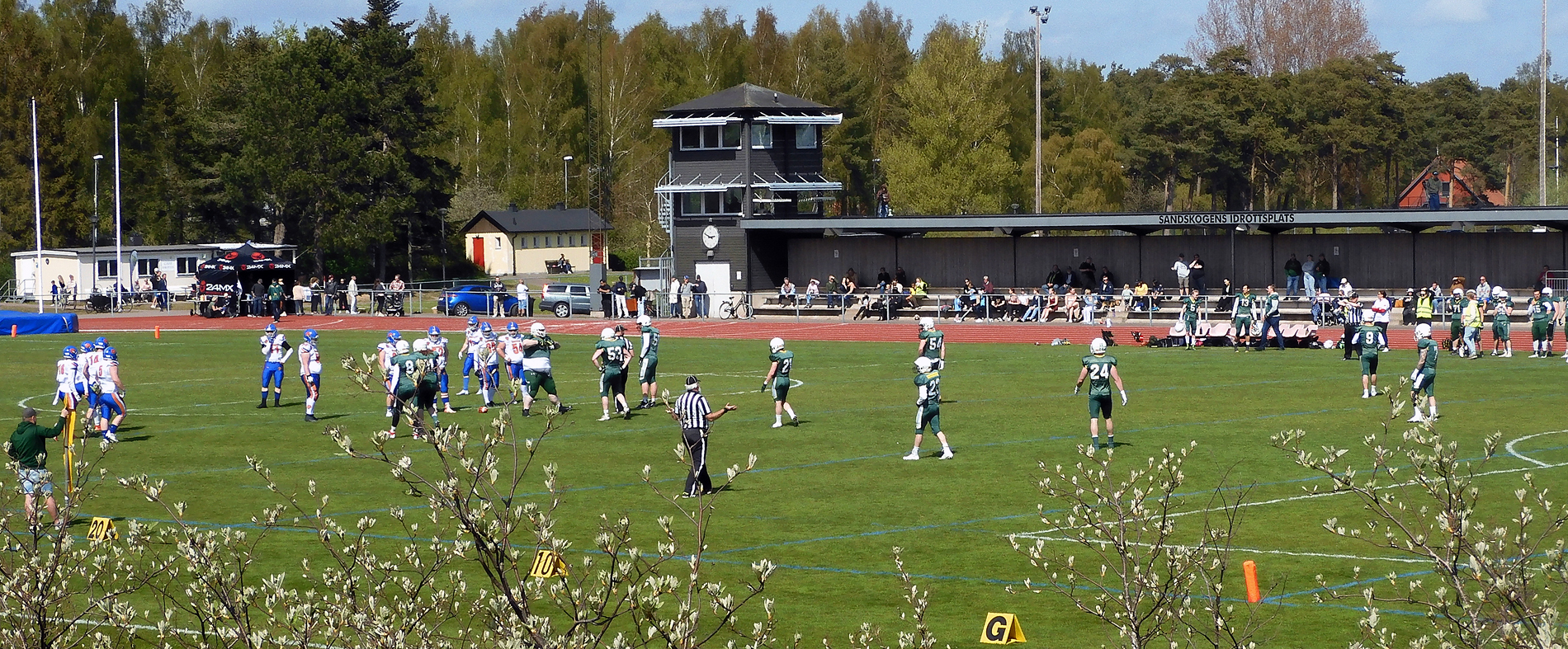
Ystad Rockets möter Kristianstad Predators på Sandskogens Idrottsplats i Ystad 8 maj 2022.

Ystad Rockets är ett svenskt lag i amerikansk fotboll. Namnet Rockets kommer från luftvärnsregementet Lv4 som låg i Ystad när laget grundades. Laget spelar säsongen 2022 i Division 1 södra. Ystad Rockets har även ett farmaravtal med regerande svenska mästarna Örebro Black Knights inför 2022.

## Historia
Rockets bildades den 15 augusti 1993 och kom till seriespel året därpå under ledning av Andreas Lederhilger. Första säsongen slutade med enbart förluster och endast en touchdown, som kom i en hemmamatch mot Växjö den 15 maj av Jörgen Lagnebo.Inför nästa säsong fick man en ny ledare, Ted Flanagan, och det började gå bättre. Första segern kom den 1 juni 1995 i Göteborg mot Göteborg Saints med 6 – 0, efter poäng gjorda av David Rasmusson. Året därpå lyckaes laget vinna Division 2 södra genom att gå obesegrade igenom serien. 

### Upp till högsta serien
1997 knöts kontakter med två av Sveriges mest framstående coacher, Peter Narbe och Kristian Thore, som tillsammans med nyförvärvet Danny Sibert från USA ledde laget till en andraplats i Division 1 södra. 1998 kontraktade man stjärnspelaren Luke Bencie från USA och landslagsmeriterade Michael Asker.  Den säsongen gick laget obesegrade genom Division 1 södra, och flyttades upp till landets högsta division, Superserien. Man lyckades också knyta nyttiga kontakter med skolor från USA och fick besök av collegelaget MidAmerica Nazarene University och hade gemensamma träningar och en uppvisningsmatch. 1999 fick man det svårare. Som nykomlingar i den högsta divisionen fick Rockets erfara att skillnaden är stor mellan Division 1 och Superserien. Detta tillsammans med en rad olyckliga skador, inte minst på lagets amerikanska quarterbacken ledde till nedflyttning till Division 1 igen. Man nådde dock framgångar i ungdomssatsningen där U-16-laget lyckades vinna SM-guld och U-19-laget lyckades ta sig till distriktsfinal.

### Division 1
År 2000 gick det återigen bättre. Den gamla ledaren Ted Flanagan tog på nytt över ledarskapet för Ystad, och tillsammans med den amerikanska quarterbacken Josh Gehring lyckades de bryta den dåliga trenden som laget råkat ut för. Rockets slutade på andra plats i divisionen efter en förlust med endast en poäng i seriefinalen mot Limhamn Griffins. 2001 coachade Ted Flanagan tillsammans med Jeremy Males och lyckades återigen nå en andraplats i serien, och en tredjeplats i Öresundscupen. Man lyckades bland annat besegra serieledarna Limhamn Griffins på hemmaplan. 2002 var ett av klubbens bästa år rent resultatmässigt. Både serieseger och vinst i kvalet till Superserien. Man avstod dock att gå upp i högsta serien. 2003 samarbete man med det danska laget Roskilde Kings. Man lyckades ta sig till final. Där var dock motståndet för starkt och laget förlorade mot Greve Monarchs.
År 2022 startade Ystad Rockets Seniorlag upp igen i Div1 Laget hade som mål att ta sig tillbaka och Slutade 3a i Divisionen på grund av att sista matchen spelades lika mot Limhamn Griffins som sen vann div1 Sverige. Hade Ystad Rockets vunnit Denna matchen hade dom slutat 1a i sin division och tagit sig in i Slutspelen 2022. 